# Vita Club Mokanda
El Vita Club Mokanda es un club de fútbol de la República del Congo, con sede en la ciudad de Pointe-Noire. Fue fundado en 1952 y compite en la Primera División del Congo, máxima categoría del fútbol congoleño. Ha sido uno de los clubes más destacados del país, tanto en torneos nacionales como en competencias continentales.

## Estadio
Disputa sus partidos como local en el Stade de Pointe-Noire, con capacidad para 13 500 espectadores.

## Palmarés
- Primera División del Congo (3): 1971, 1998, 1999,
- Copa de Congo de Fútbol (3): 1974, 1977, 1996
  - Subcampeón: 2000, 2003, 2004

## Participación en competiciones de la CAF
| Temporada | Torneo                            | Ronda      | Club                 | Casa | Visita | Global      |
| --------- | --------------------------------- | ---------- | -------------------- | ---- | ------ | ----------- |
| 1971      | Copa Africana de Clubes Campeones | 1          | AS Porto Novo        | 2-0  | 1-0    | 3-0         |
| 1971      | Copa Africana de Clubes Campeones | 2          | Dynamic Togolais     | 0-2  | 1-2    | 1-4         |
| 1997      | Recopa Africana                   | 1          | SO Armée             | 0-0  | 1-2    | 1-2         |
| 2000      | Liga de Campeones de la CAF       | 1          | Primero de Agosto    | 2-1  | 0-4    | 2-5         |
| 2001      | Recopa Africana                   | 1          | Niger Tornadoes      | 1-0  | 0-1    | 1-1 (4-5 p) |
| 2016      | Copa Confederación de la CAF      | Preliminar | Akwa United FC       | 0-1  | 1-0    | 1-1 (6-5 p) |
| 2016      | Copa Confederación de la CAF      | 1          | Police FC            | 0-0  | 1-0    | 1-0         |
| 2016      | Copa Confederación de la CAF      | 2          | GD Sagrada Esperança | 1-2  | 0-2    | 1-4         |